# 吉田啓一郎
吉田 啓一郎（よしだ けいいちろう 1947年1月1日 - ）は、日本の映画監督、テレビ演出家 。
妻は女優の田村友里。

## 経歴
福岡県北九州市出身。 明治大学中退。1969年よりフリーの助監督として活動し、主に五社英雄らに師事。テレビでは『華麗なる刑事』『大都会 PARTII』『大捜査線』などにチーフとして就き、1983年監督デビュー。映画の本数は少ないものの、テレビドラマ（主に二時間ドラマ、時代劇）で実績を重ね、現在でもゴールデン枠のテレビドラマのレギュラーシリーズを二本持つ。
2003年、『西部警察2003』の撮影中に人身事故が発生し、プロデューサーの小林正彦らと共に業務上過失致傷罪に問われた。

## 代表作品

### テレビドラマ
- 時代劇スペシャル
  - 岡っ引どぶ 謎の凧あげ殺人事件（1983年）
  - 怪談妖蝶の棲む館（1983年）
  - お庭番 忍びの構図（1983年）
  - さそり伝奇 風雲将棋谷（1983年）
  - 岡っ引どぶ 折鶴殺人事件（1983年）
- どうぶつ通り夢ランド（1986年）
- あいつと私（1986年）
- ときめきざかり（1988年）
- ゴリラ・警視庁捜査第8班（1989年～1990年）
- 代表取締役刑事（1990年～1991年）
- 仕掛人・藤枝梅安（渡辺謙主演、1990年）
- 必殺仕事人・激突!（1991年～1992年）
- 鬼平犯科帳（中村吉右衛門主演、1989年～）
- タクシードライバーの推理日誌シリーズ（1992年～）
- 文五捕物絵図（中村橋之助主演）
- 探偵事務所（1994年～1999年）
- 御家人斬九郎（渡辺謙主演、1995年〜）
- 剣客商売（藤田まこと主演、1998年～2010年）
- 外科医 佐伯真の殺人カルテ (2001年)
- おみやさん（2002年～）
- 監察医・篠宮葉月 死体は語るシリーズ
- 西部警察2003（製作中止）
- 警視庁捜査一課9係シリーズ - 特捜9 season1（2006年～2018年）
- 新・桃太郎侍（2006年）
- おいしいごはん（2007年）
- 伝七捕物帳（2016年）
- 伝七捕物帳2（2017年）

### 劇場映画
- マリーの獲物（1996年）

## 関連人物
- 渡瀬恒彦
- 深沢正樹
- 石原武龍